# Microgale grandidieri
Microgale grandidieri és una espècie de tenrec musaranya oriünd dels boscos secs de l'oest i el sud-oest de Madagascar. Les poblacions d'aquesta espècie es classificaven anteriorment com a part de M. brevicaudata, però el 2009 s'erigí M. grandidieri com a espècie a part basant-se en diferències en la seva morfologia i les seqüències d'ADN. L'espècie fou anomenada en honor de l'explorador i naturalista francès Alfred Grandidier.